# Lucius Furius Medullinus Fusus
Pour les articles homonymes, voir Furius Medullinus.
Lucius Furius Medullinus Fusus est un homme politique de la République romaine.
En 381 av. J.-C., il est tribun militaire à pouvoir consulaire, avec cinq autres collègues. Durant leur mandat, Tusculum (cité du Latium), après avoir exprimé sa complète soumission à Rome, obtient le droit de remplir les mêmes charges que les citoyens romains mais pas le droit de vote et donc continue à tenir le rang de municipe.
En 370 av. J.-C., il est à nouveau tribun militaire à pouvoir consulaire. En 363 av. J.-C., il est censeur avec Marcus Fabius Ambustus, d'après les Fastes capitolins.